# Flat Eric

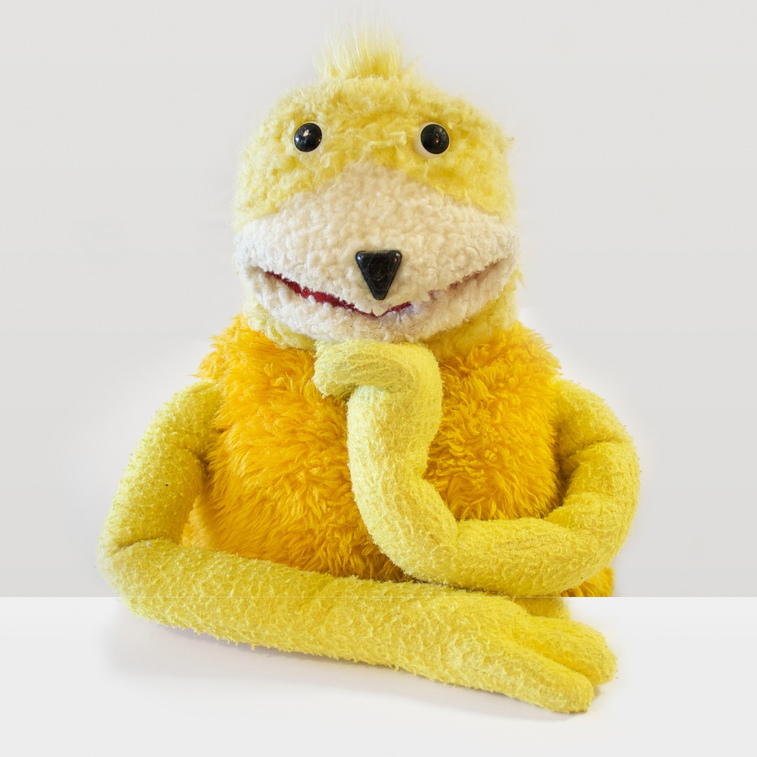
Flat Eric, perplexe, attend vos questions.

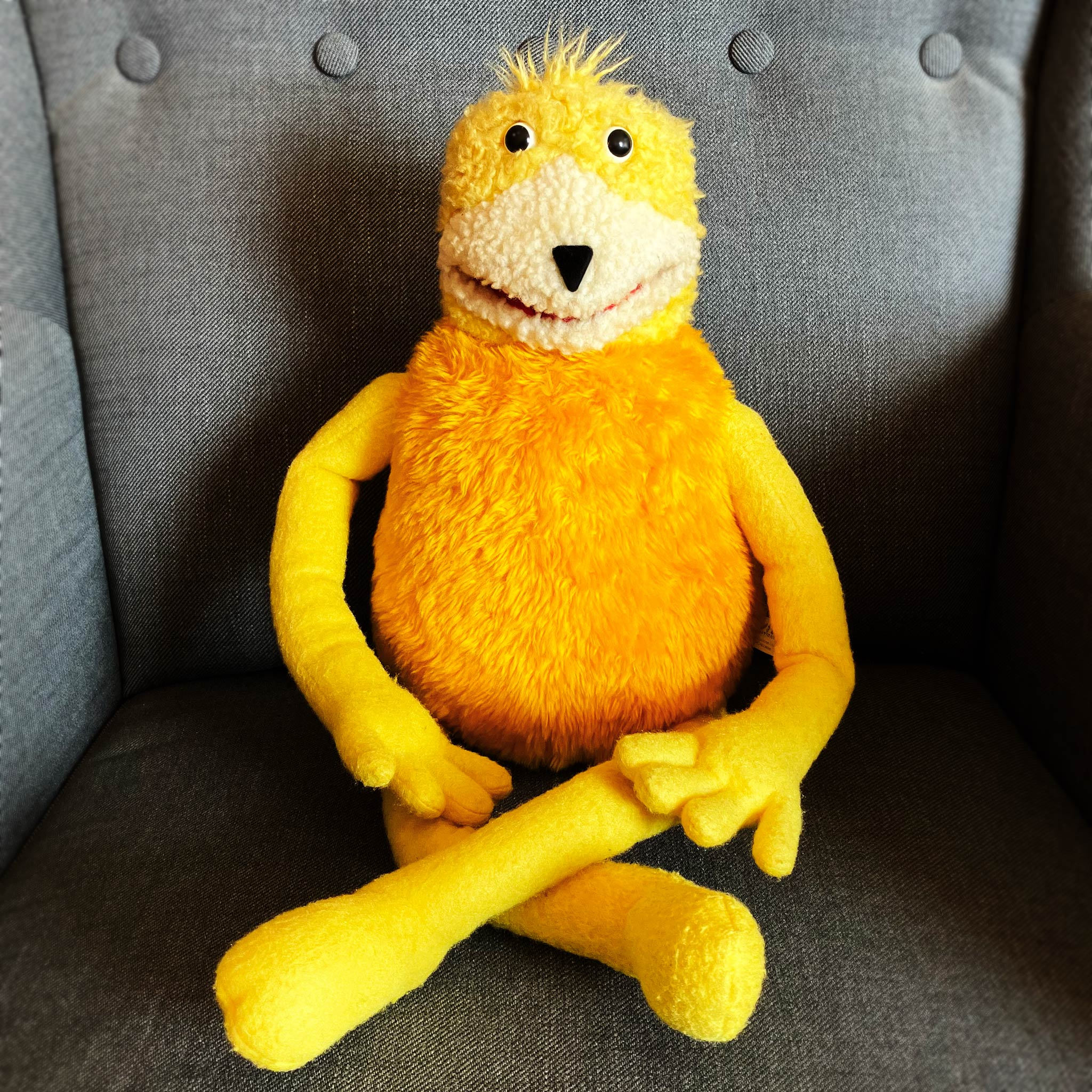
Flat Eric, décontracté dans son fauteuil.

Flat Eric est une marionnette créée par Quentin Dupieux (Mr. Oizo) et le Jim Henson's Creature Shop pour des publicités de la ligne Sta-Prest One Crease Denim Clothing de Levi's. Son nom vient d'une idée de scénario où sa tête se ferait aplatir par une voiture : l'idée n'a pas été retenue, mais le nom est resté. Dans les publicités, Flat Eric roule en voiture avec son ami Angel (Philippe Petit) à travers la Californie en tant que criminel fuyant la police.

## Origines
À l'origine, Flat Eric est une marionnette du nom de Stéphane qui lui ressemblait beaucoup sauf les oreilles et les mains qui étaient attachées. Stéphane apparaissait dans quelques courts-métrages de Mr. Oizo (dont le clip du titre M Seq) et avait ainsi un petit succès en Grande-Bretagne et en France. En 1999, Levi's décide de faire une campagne de publicité à la télévision autour de cette marionnette sous la direction de Quentin Dupieux. Le personnage est renommé Flat Eric, un nom plus international contrairement au nom français Stéphane[réf. nécessaire].
Ce dernier est créé en Grande-Bretagne par Janet Knechtel du Jim Henson's Creature Shop, et est manipulé par Drew Massey pour toutes les publicités de Levi's. Les messages publicitaires de Levi's ont été tournés en trois jours. Le coût de production des courts-métrages avec Stéphane était de l'ordre d'environ 15 000 francs. Les deux publicités pour Levi's coûtèrent, elles, entre deux et trois millions de francs chacune. Les droits du personnage sont conservés par Quentin Dupieux et la société de production Partizan.

## Apparitions
Flat Eric apparaît dans le clip de Flat Beat du musicien français Mr. Oizo et en tant qu'accessoire dans la première saison de la comédie The Office de 2001 à 2003 de la BBC. En août 2004, il figure dans une publicité avec David Soul pour Auto Trader, qui a coûté cinq millions de livres. Il apparaît aussi dans The Big Breakfast. La marionnette était aussi un accessoire très important pendant plus de dix ans sur la chaîne SIC Radical, dans le show Curto Circuito, où il était aussi connu sous le nom de « Boneco Amarelo » (« poupée jaune » en portugais). En 2012, il apparaît furtivement dans le film Wrong de son créateur, Quentin Dupieux.
Il est aussi apparu dans beaucoup de périodiques comme Arena, Cosmopolitan, Heat, Melody Maker, Ministry, Mixmag, Muzik, NME and The Face,.
Flat Eric existe aussi en tant que personnage déblocable dans le jeu vidéo Crossy Road.